# Municipio Palca
Das Municipio Palca liegt im Departamento La Paz im südamerikanischen Anden-Staat Bolivien.

## Lage im Nahraum
Das Municipio Palca ist eines von fünf Municipios der Provinz Murillo und liegt im südöstlichen Teil der Provinz. Es grenzt im Nordwesten an das Municipio La Paz, im Westen an das Municipio Mecapaca, im Süden an die Provinz Loayza und im Osten an die Provinz Sud Yungas.
Das Municipio hat 94 Ortschaften (localidades), der zentrale Ort des Municipio ist Palca mit 796 Einwohnern im nordwestlichen Teil des Municipios. Die bevölkerungsreichste Ortschaft in dem Municipio ist Cohoni mit 1084 Einwohnern. (Volkszählung 2012)

## Geographie
Das Municipio Palca liegt am Rand des bolivianischen Altiplano auf einer mittleren Höhe von 3600 m am Westrand der Anden-Gebirgskette der Cordillera Real. Die Region weist ein ausgeprägtes Tageszeitenklima auf.
Die mittlere Durchschnittstemperatur des Municipio liegt bei 10 °C (siehe Klimadiagramm La Paz), die Monatsdurchschnittstemperaturen schwanken nur unwesentlich zwischen 8 °C im Juli und 12 °C im Dezember. Der Jahresniederschlag beträgt weniger als 600 mm, die Monatsniederschläge liegen zwischen unter 10 mm in den Monaten Juni bis August und über 100 mm im Januar.
Der Berg Illimani liegt im Municipio Palca.

## Bevölkerung
Die Einwohnerzahl des Municipios ist zwischen 1992 und 2024 um mehr als zwei Drittel angestiegen:
| Jahr | Einwohner | Quelle       |
| ---- | --------- | ------------ |
| 1992 | 12.360    | Volkszählung |
| 2001 | 14.185    | Volkszählung |
| 2012 | 16.622    | Volkszählung |
| 2024 | 21.641    | Volkszählung |

Das Municipio hat eine Fläche von 743 km² und bei der letzten Volkszählung von 2012 eine Bevölkerungsdichte von 29,9 Einwohnern/km². Die Lebenserwartung der Neugeborenen lag im Jahr 2001 bei 61,4 Jahren, die Säuglingssterblichkeit ist von 7,1 Prozent (1992) auf 6,7 Prozent im Jahr 2001 gesunken.
Der Alphabetisierungsgrad bei den über 19-Jährigen beträgt 75,0 Prozent, und zwar 85,2 Prozent bei Männern und 64,5 Prozent bei Frauen (2001).
63,0 Prozent der Bevölkerung sprechen Spanisch, 94,1 Prozent sprechen Aymara und 0,2 Prozent Quechua. (2001)
65,2 Prozent der Bevölkerung haben keinen Zugang zu Elektrizität, 78,0 Prozent leben ohne sanitäre Einrichtung (2001).
65,1 Prozent der 3.610 Haushalte besitzen ein Radio, 16,1 Prozent einen Fernseher, 6,2 Prozent ein Fahrrad, 0,6 Prozent ein Motorrad, 2,7 Prozent ein Auto, 1,1 Prozent einen Kühlschrank, 0,4 Prozent ein Telefon. (2001)

## Politik
Ergebnis der Regionalwahlen (concejales del municipio) vom 4. April 2010:
| Wahl- berechtigte |  | Wahl- beteiligung | gültige Stimmen |  | MCP-NG | MAS-IPSP | FPV   | M.P.S. | UN    |
| ----------------- |  | ----------------- | --------------- |  | ------ | -------- | ----- | ------ | ----- |
| 6.549             |  | 5.830             | 3.565           |  | 1.782  | 1.220    | 216   | 192    | 155   |
|                   |  | 89,0 %            | 61,1 %          |  | 50,0 % | 34,2 %   | 6,1 % | 5,4 %  | 4,3 % |

Ergebnis der Regionalwahlen (elecciones de autoridades políticas) vom 7. März 2021:
| Wahl- berechtigte |  | Wahl- beteiligung | gültige Stimmen |  | MAS-IPSP | J.A.LLALLA.L.P. | MTS    | PBCSP  | PDC    | SOL.BO | FPV    |
| ----------------- |  | ----------------- | --------------- |  | -------- | --------------- | ------ | ------ | ------ | ------ | ------ |
| 9.681             |  | 8.733             | 7.384           |  | 4.720    | 1.563           | 290    | 186    | 162    | 121    | 91     |
|                   |  | 90,21 %           | 84,55 %         |  | 63,92 %  | 21,17 %         | 3,93 % | 2,52 % | 2,19 % | 1,64 % | 1,23 % |

## Gliederung
Das Municipio untergliederte sich bei der letzten Volkszählung von 2012 in die folgenden drei Kantone (cantones):
- 02-0102-01 Kanton Palca – 44 Ortschaften – 5.966 Einwohner
- 02-0102-02 Kanton Cohoni – 39 Ortschaften – 8.828 Einwohner
- 02-0102-03 Kanton Quillihuaya – 11 Ortschaften – 1.828 Einwohner

## Ortschaften im Municipio Palca
- Kanton Palca
  - Palca 796 Einw. – Unni 518 Einw. – Calchani 201 Einw. – Karsi 151 Einw.

- Kanton Cohoni
  - Cohoni 1084 Einw. – Mutuhuaya 667 Einw. – Cachapaya 488 Einw. – Cotaña 488 Einw. – Cayimbaya 472 Einw. – Cebollullo 390 Einw. – Chojahuaya 288 Einw. – Tahuapalca 276 Einw. – Taninpata 248 Einw. – Yaricachi 207 Einw. – Pucaya 179 Einw.

- Kanton Quillihuaya
  - Aramani 323 Einw. – Lacayani 213 Einw. – Quilihuaya 103 Einw.